# Rosstriljane widrodschennja
Der Ausdruck Rosstriljane widrodschennja (ukrainisch Розстріляне відродження, deutsch etwa erschossene oder hingerichtete Wiedergeburt oder erschossene Renaissance) bezeichnet historische Ereignisse, im Zuge derer in den 1930er-Jahren zahllose ukrainische Schriftsteller, Publizisten und Künstler, die in den 1920er-Jahren eine kulturelle Renaissance in der Ukrainischen Sowjetrepublik voranbrachten, durch die Stalinisten inhaftiert und hingerichtet wurden oder in Gulag-Lagern ums Leben kamen.

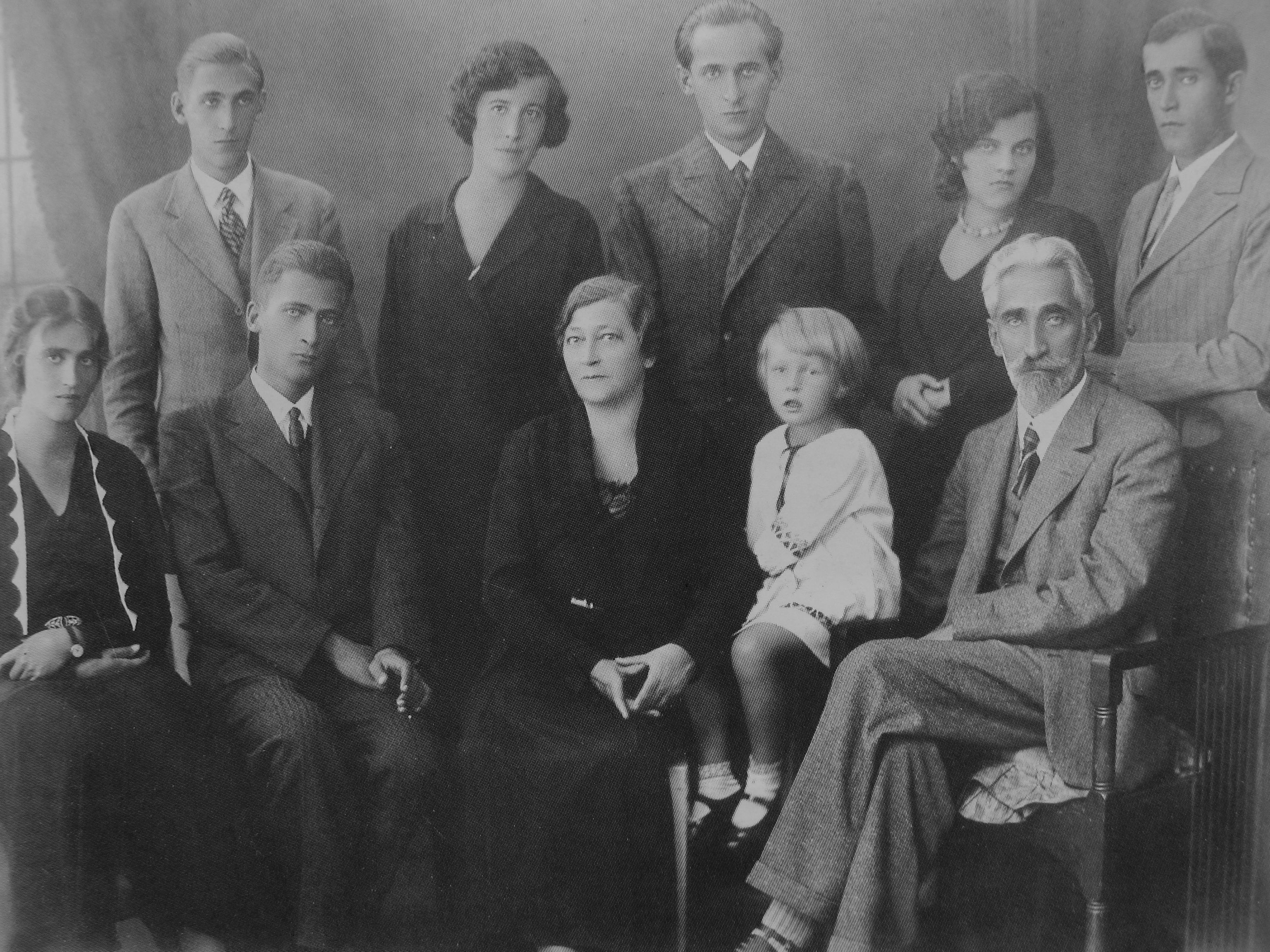
Die Familie Kruschelnyzkyj, Anfang der 1930er Jahre. Sitzend (von links nach rechts): Wolodymyr, Taras, Maria (Mutter), Larysa und Antin (Vater). Stehend: Ostap, Halyna (Iwans Frau), Iwan, Natalija (Bohdans Frau) und Bohdan. In den Jahren 1934–37 wurden Wolodymyr, Taras, Antin, Ostap, Ivan und Bohdan verfolgt und hingerichtet. Dieses Foto wurde zum Symbol für die Zerstörung der ukrainischen Intelligenz durch die sowjetischen Behörden.

## Die 1920er Jahre
Im Polnisch-Sowjetischen Krieg nach dem Ersten Weltkrieg wurde die von Polen annektierte Westukraine abgespalten und rasch polonisiert.
Die Literatur in der Zentral- und Ostukraine hingegen wurde von der Sowjetunion geprägt, ihren Chancen – beispielsweise durch die Alphabetisierungskampagnen – und Einschränkungen. Hier wurde seit 1923 die ukrainische Sprache im Rahmen der Korenisazija-Politik wieder gefördert (Ukrainisierung). Es entstand eine literarische Öffentlichkeit; viele Autoren orientierten sich an westeuropäischen Vorbildern, so etwa Dmytro Sahul am Symbolismus. Mykola Kulisch trat als Dramatiker hervor. Das expressionistische Theater Berezil wurde gegründet und galt als bestes Theater der Ukraine, Les Kurbas war hier Regisseur.

## Literarische Organisationen

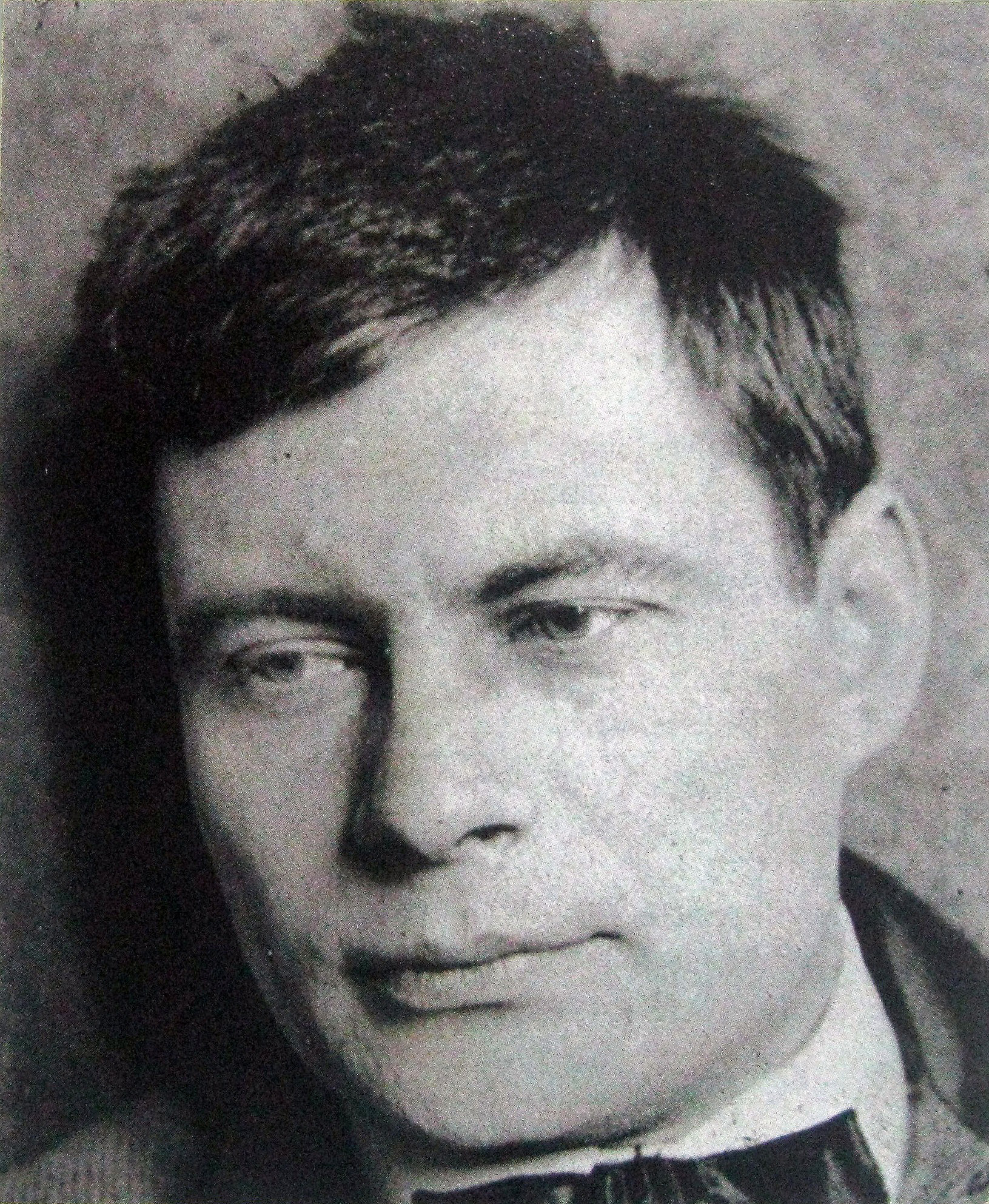
Majk Johansen, 1937 hingerichtet

Die Schriftsteller gruppierten sich meist in literarische Organisationen mit verschiedenen Stilen oder Positionen. Gegenstände der Diskussion waren der ukrainische Beitrag zur sowjetischen Literatur und die Rolle des Schriftstellers in der Gesellschaft. Mykola Chwylowyj und seine Mitstreiter unterstützten eine Orientierung an der westeuropäischen Kultur anstatt der russischen und sie lehnten „rote Graphomanie“ ab, obwohl sie den Kommunismus nicht als politische Ideologie ablehnten. Chwylowyj wurde Mitbegründer und Leiter der literarischen Gruppe „WAPLITE“. Zuvor war er Mitglied von „Hart“, dann einer ihrer Kritiker und eine kurze Zeit war er auch bei „Pluh“. Seine Streitschriften provozierten von 1925 bis 1928 die bekannte „literarische Diskussion“ in der Ukraine. 1928 gründete er in Charkiw die Zeitschrift Literaturnyj Jarmarok.
Die wichtigsten literarischen Organisationen dieser Zeit waren:
- Hart (ukrainisch: Гарт, härten) 1923–25.
- WAPLITE (ВАПЛІТЕ, abgekürzt für Freie Akademie für Proletarische Literatur) gegründet 1926.
- MARS (МАРС, Werkstatt für revolutionäre Literatur) 1924–29.
- Aspanfut (Аспанфут), später Komunkult (Комункульт) eine Organisation der Futuristen.
- Neoklassizisten (Неокласики).
- Pluh (Плуг, Pflug).

## Hinrichtungen

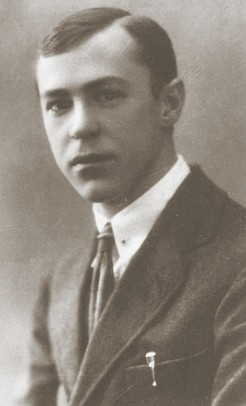
Walerjan Pidmohylnyj wurde 1937 erschossen.

Während des Großen Terrors wurden viele Künstler und Intellektuelle verhaftet und des ukrainischen Nationalismus sowie der Spionage oder terroristischer Aktivitäten angeklagt. Am 27. Oktober 1937 und am 3. November 1937 wurden viele von ihnen bei Massenhinrichtungen anlässlich des zwanzigsten Jahrestages der Oktoberrevolution in Kiew erschossen. Stalin hatte die Hinrichtung von 1111 Künstlern befohlen. Im karelischen Sandarmoch wurden am 3. November 290 Angehörige der ukrainischen Intelligenz erschossen. Die meisten haben nur symbolische Grabstätten.
Etwa 300 Schriftsteller fielen Stalins Verfolgungen zum Opfer. Der ukrainische Schriftstellerverband wurde zugunsten des gesamtsowjetischen liquidiert. Eine Reihe von Autoren aus der Ukraine gingen ins Exil.

## Vertreter der Rosstriljane widrodschennja

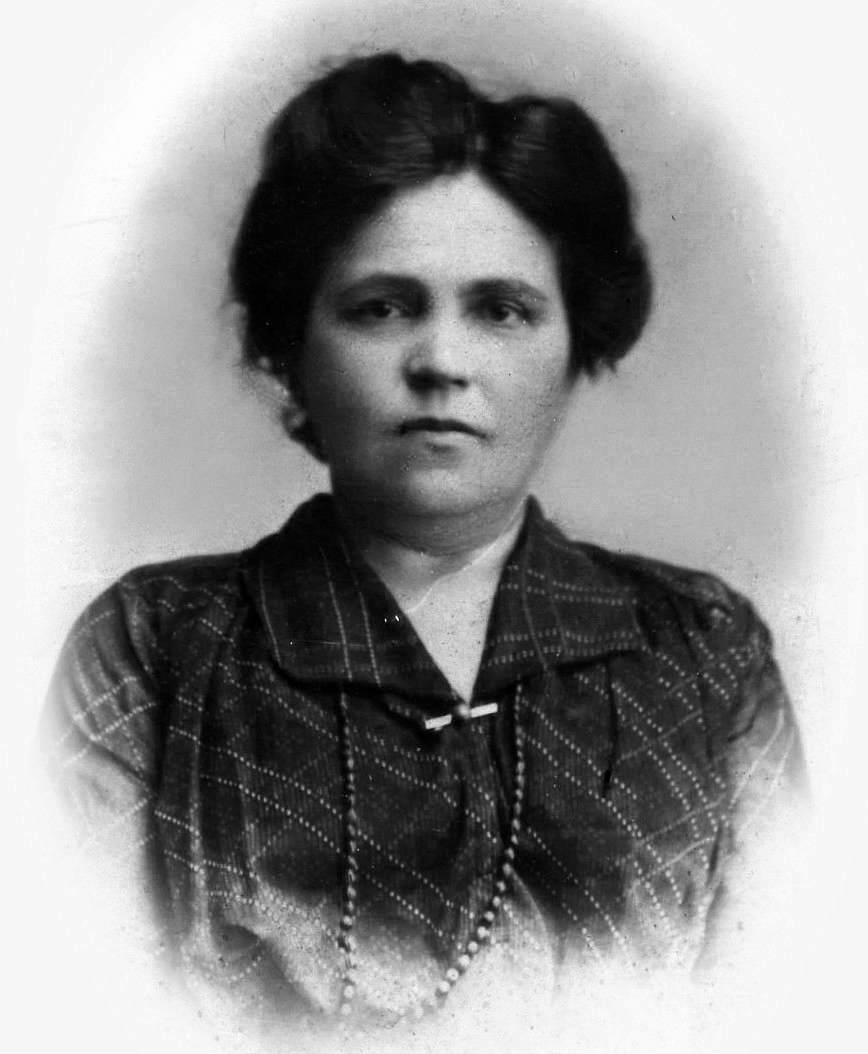
Ljudmyla Staryzka-Tschernjachiwska, 1941 Tod während der Deportation

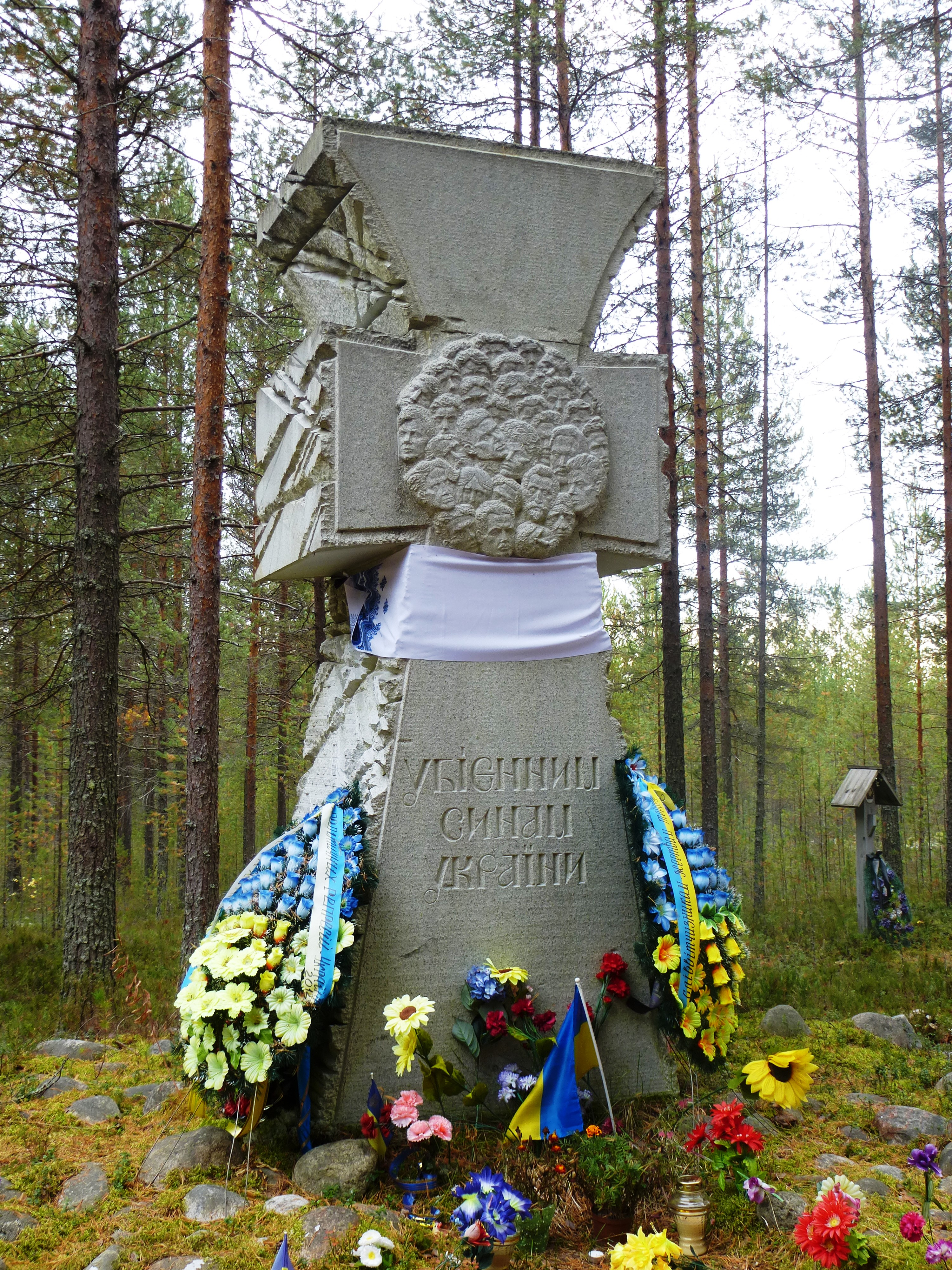
Denkmal für die erschossenen Ukrainer in Sandarmoch, Karelien

- Mychajlo Bojtschuk (Миха́йло Льво́вич Бойчу́к, 1882–1937, Künstler und Maler; hingerichtet)
- Kost Burewij (Кость Степанович Буревій, 1888–1934), Schriftsteller; hingerichtet)
- Mykola Chwylowyj (Микола Хвильовий, 1893–1933; Selbstmord)
- Mychajlo Draj-Chmara (Михайло Опанасович Драй-Хмара, 1889–1939,  Poet, Übersetzer und Linguist; Tod im Gulag)
- Hryhorij Epik (Епік Григорій Данилович, 1901–1937, Schriftsteller, Journalist und Übersetzer; hingerichtet)
- Pawlo Fylypowytsch (Павло Петрович Филипович, 1891–1937, Schriftsteller, Literaturkritiker und Übersetzer; hingerichtet)
- Mychailo Jalowyj (Михайло Омелянович Яловий, 1895–1937, Dichter, Dramatiker, Autor; hingerichtet)
- Majk Johansen (Майк Гервасійович Йогансен, 1895–1937, Dichter, Dramatiker, Kritiker, Linguist; hingerichtet)
- Hryhorij Kossynka (Григорій Михайлович Косинка, 1899–1934, Publizist, Übersetzer und Schriftsteller; hingerichtet)
- Iwan Kruschelnyzkyj (Іван Антонович Крушельницький, 1905–1934, Dichter, Dramatiker, Grafik und Literaturkritiker; Suizid nach verhängter Todesstrafe)
- Ahatanhel Krymskyj (Агатангел Юхимович Кримський, 1871–1942, krimtatarisch-ukrainischer Schriftsteller, Orientalist und Mitglied der Ukrainischen Akademie der Wissenschaften, Tod im Gefängnis)
- Mykola Kulisch ((Микола Гурович Куліш, 1892–1937, Autor, Dramatiker, Pädagoge; hingerichtet)
- Oleksandr-Zenon Kurbas (Олександр-Зенон Степанович Курбас, 1887–1937, Regisseur; hingerichtet)
- Sofija Nalepynska-Bojtschuk (Софія Олександрівна Налепинська, 1884–1937, Künstlerin; hingerichtet)
- Walerjan Pidmohylnyj (Валер'ян Петро́вич Підмоги́льний, 1901–1937, hingerichtet)
- Luciana Piontek (Люціа́на Ка́рлівна Піо́нтек, (1899–1937) Autorin, Dichterin; hingerichtet)
- Jewhen Pluschnyk (Євген Павлович Плужник, 1898–1936, Dichter; Tod im Gulag)
- Klym Polischtschuk (Клим Лаврентійович Поліщук, 1891–1937, Dichter, Autor; hingerichtet)
- Walerjan Polischtschuk (Валерян Львович Поліщук, 1897–1937, Autor, Literaturkritiker -theoretiker; hingerichtet)
- Dmytro Sahul (Дмитро Юрійович Загул, 1890–1944, Dichter; Tod im Gulag)
- Mychajlo Semenko (Миха́йло Васи́льович Семе́нко, 1892–1937, Schriftsteller; hingerichtet)
- Mykola Serow (Микола Костянтинович Зеров, 1890–1937, Altphilologe, Übersetzer und Dichter; hingerichtet)
- Ljudmyla Staryzka-Tschernjachiwska (Людми́ла Миха́йлівна Стари́цька-Черняхі́вська, 1868–1941, Autorin, Übersetzerin, Tod bei der Deportation)
- Oksana Steschenko (Окса́на Миха́йлівна Стеше́нко, 1875–1942, Autorin, Übersetzerin, Lehrerin, Tod im Gulag)
- Wolodymyr Swidsinskyj (Володи́мир Євти́мович Свідзі́нський, 1885–1941, Dichter, Übersetzer; ermordet)
- Weronika Tschernjachiwska (Вероні́ка Олекса́ндрівна Черняхі́вська, 1900–1938, Dichterin, Übersetzerin; hingerichtet)
- Marko Woronyj (1904–1937, Dichter, Übersetzer; hingerichtet)

Die drei ersten Vorsitzenden des Schriftstellerverbandes waren:
- 1934–1934 Iwan Kulyk (Іван Юліанович Кулик, 1897–1937)
- 1934–1936 Anton Sentschenko (Антон Григорович Сенченко, 1898–1937)
- 1936–1937 Iwan Mykytenko (Іван Кіндратович Микитенко, 1897–1937)

## Erinnerung

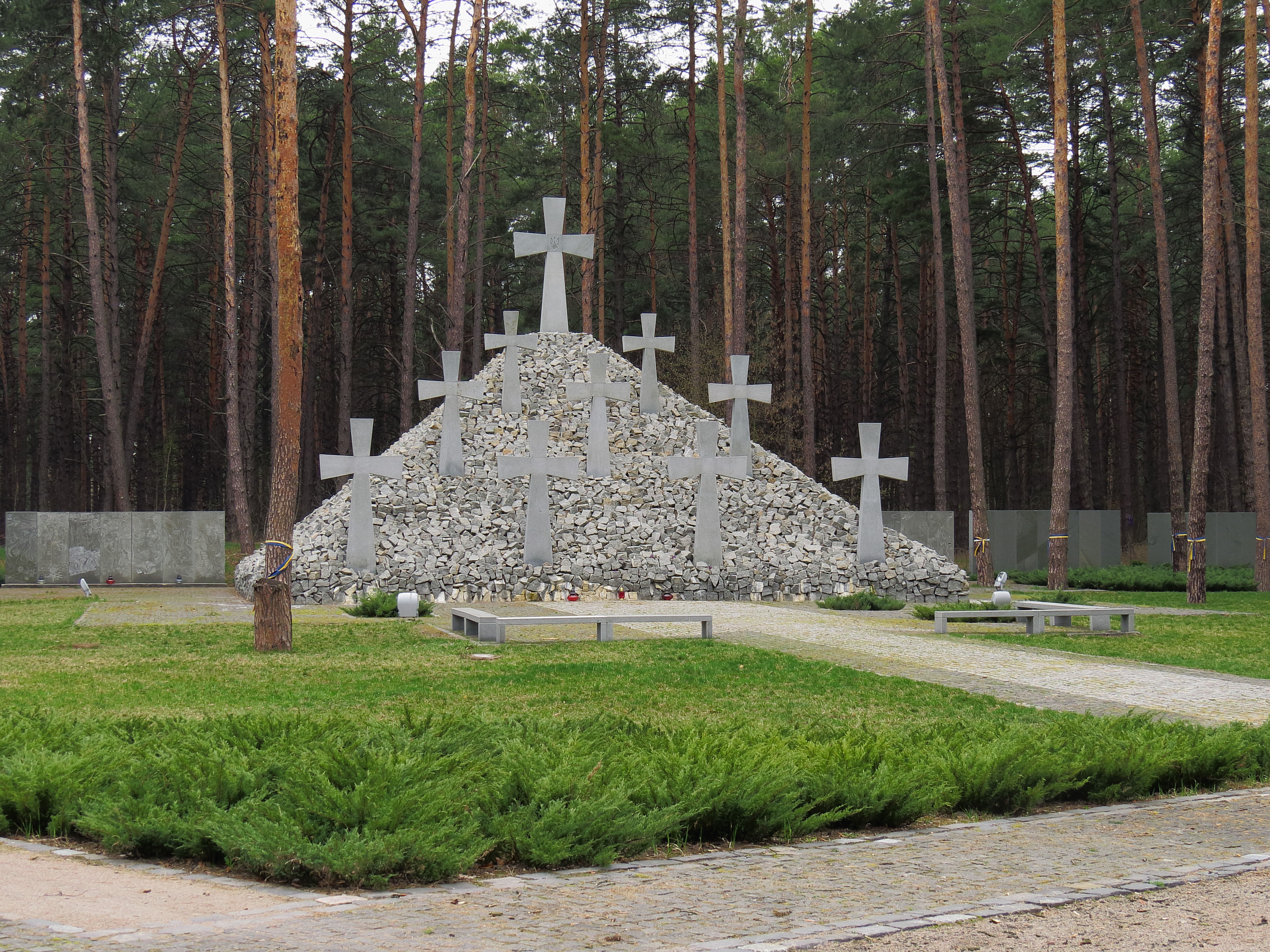
Bikiwnja

Nach der Unabhängigkeit der Ukraine und der Eröffnung von Archiven in der Nähe von Kiew und in anderen Regionen der Ukraine wurden Gräber von Repressionsopfern gefunden und 1994 die Gedenkstätte „Bykiwnische Gräber“ errichtet. (Ukrainisch «Биківнянські могили»)